# 絶対服従カノジョ。
『絶対服従カノジョ。』（ぜったいふくじゅうカノジョ）は、春日秋人による日本のライトノベル。イラストは樹人が担当している。第23回ファンタジア大賞銀賞受賞作。富士見ファンタジア文庫（富士見書房）にて2012年1月から同年9月まで刊行された。

## 登場人物
雛谷伊織（ひなたに いおり）
本作の主人公。三葉学園高等部の1年生。本編が始まる2週間ほど前にゲーム屋でマナと出会う。
マナ
本作のメインヒロイン。魔眼という能力の持ち主で、それを見たものは何でもマナの言うとおりにしてしまう。伊織とゲーム屋で出会った際に魔眼を使うも全く効かなかったことで、伊織を絶対服従させる行動をとるようになった。
本やネットで見たことを簡単に信用してしまう性格で、伊織はマナのことを『バカ』だと認識している。
ソフィア
本作のヒロインの1人。伊織とは小学校からの幼馴染。貧血気味。
藤村景（ふじむら けい）
本作のヒロインの1人。マナのことを溺愛しており、マナを『バカカワイイ』と思っている。先輩の伊織であってもマナをバカにする人物を許そうとはしない。しかしそれでも伊織を完全に嫌っているわけではなく、マナが景と友達になれたのは伊織が助言してくれたからとそこだけは伊織に感謝の意を表している。
時雨総一郎（しぐれ そういちろう）
伊織のクラスメイト。
椎名いね（しいな いね）
伊織のクラスメイト。
川村（かわむら）
伊織のクラスメイト。伊織とマナとの関係を見て、伊織を『雛谷サン』や『おっぱいセンパイ』などと呼んでからかっていた。

## 評価
第23回ファンタジア大賞にて銀賞を受賞した（受賞時のタイトルは「彼女は魔眼をつかわない」）。同賞で審査員を務めた鏡貴也は本作を以下のように評している。

## 既刊一覧
- 春日秋人（著）・樹人（イラスト）、富士見書房〈富士見ファンタジア文庫〉、全3巻
  - 『絶対服従カノジョ。 1.いいか、魔眼はつかうなよ？』、2012年1月20日発売[4]、ISBN 978-4-8291-3723-9
  - 『絶対服従カノジョ。 2.いいか、俺の布団には入ってくるなよ？』、2012年5月19日発売[5]、ISBN 978-4-8291-3760-4
  - 『絶対服従カノジョ。 3.いいか、俺に服従してくれ！』、2012年9月20日発売[6]、ISBN 978-4-8291-3800-7